# خفاش شاحب الوجه
خفاش شاحب الوجه (الاسم العلمي: Phylloderma stenops)، نوع خفافيش أحادي الطراز من فصيلة خفاش الأنف الورقي. مواطنه أمريكا الجنوبية والوسطى.